# Beach handball ai II Giochi del Mediterraneo sulla spiaggia
Le gare di beach handball ai II Giochi del Mediterraneo sulla spiaggia si sono svolti dal 25 al 31 agosto 2019 a Patrasso, in Grecia.

## Podi
| Evento           | Oro    | Argento    | Bronzo  |
| Torneo maschile  | Grecia | Portogallo | Turchia |
| Torneo femminile | Grecia | Portogallo | Italia  |

## Medagliere
| Pos.   | Paese      | Oro | Argento | Bronzo | Tot |
| ------ | ---------- | --- | ------- | ------ | --- |
| 1      | Grecia     | 2   | 0       | 0      | 2   |
| 2      | Portogallo | 0   | 2       | 0      | 2   |
| 3      | Italia     | 0   | 0       | 1      | 1   |
| 3      | Turchia    | 0   | 0       | 1      | 1   |
| Totale | Totale     | 2   | 2       | 2      | 6   |